# Ilex longipetiolata
Ilex longipetiolata é um gênero de plantas com flores. Foi descrito pela primeira vez por Ludwig Eduard Loesener. Ilex longipetiolata pertence ao gênero Ilex, e à família Aquifoliaceae.
Este tipo de planta pode ser encontrado em:
- sudeste do Brasil
  - Rio de Janeiro

Não há tipos listados como este.